# 杨跃民
杨跃民（1969年6月—），河南省三门峡市陕州区人，中华人民共和国政治人物，中国共产党党员，原三门峡市渑池县县委书记。1988年6月加入中国共产党，同年8月参加工作。2016年2月，进入渑池县政界，最终在2016年6月27日接替张松林成为渑池县县委书记，任内注重招商引资，使渑池县的经济获得了很大的发展。2021年7月不再担任县委书记职务，继任者为谢喜来。